# André Letria
André Letria (Lisboa, 1973) é um ilustrador português, vencedor do Prémio Nacional de Ilustração (1999).

## Biografia
André Letria nasceu em 1973 em Lisboa.
Frequentou o curso de Pintura da Faculdade de Belas Artes de Lisboa. Desde 1992 que trabalha como ilustrador, contribuindo com ilustrações para livros infantis e várias publicações periódicas como O Independente, Jornal de Letras ou as revistas Livros, Visão ou Ícon.
Ganhou diversos prémios e tem livros publicados em países como Estados Unidos, Brasil, Espanha e Itália. André Letria participou ainda em diversas exposições, como a Bienal de Bratislava, a Exposição de Ilustradores da Feira de Bolonha, a Sarmede e a Ilustrarte.
Além da ilustração de livros, realizou também filmes de animação e trabalhou em cenários para teatro. No ano de 2012, foi convidado para fazer parte do júri do Prémio Digital da Feira do Livro Infantil de Bolonha. Em 2010 criou a editora Pato Lógico, dedicada essencialmente à edição de livros infantis.

## Prémios
- André Letria recebeu o Prémio Nacional de Ilustração (1999) pelo seu trabalho em Versos de Fazer Ó-Ó, com texto de José Jorge Letria, seu pai.[6]
- Por Se Eu Fosse Muito Magrinho, com António Mota (texto), recebeu o Grande Prémio Gulbenkian de Literatura para Crianças e Jovens (2004) na modalidade livro ilustrado. O prémio distinguiria ainda nesta ano, na categoria texto literário, Jorge Araújo por Comandante Hussi.[7]